# Raúl Magaña (aktor)
Raúl Magaña Rodriguez, lepiej znany jako Raúl Magaña (ur. 16 września 1966 w Meksyku) – meksykański aktor telewizyjny i filmowy, prezenter i model. W 1987 ukończył CEA (Centro de Educación Artística de Televisa). Występował na scenie w sztukach: Pedro y el Lobo, Suicidate Langosta, Ponte en mis Zapatos i Juntos florever.

## Wybrana filmografia

### Telenowele
- 1990-91: Popioły i diamenty (Cenizas y diamantes) jako Freddy
- 1991: Cadenas de amargura jako Joaquín
- 1991: Vida robada jako Luis
- 1992-93: Mágica juventud jako Miguel
- 1993-94: Más allá del puente jako Chiro
- 1996-97: Te sigo amando jako David
- 1997-98: Sin ti jako Mauricio
- 1998: Camila jako Ivan Almeida
- 1999: Alma rebelde jako Román
- 2000: Amigos X Siempre jako Gerardo
- 2000-2001: Tajemnice pocałunku (Por un beso) jako David Díaz de León Lavalle
- 2001: Navidad sin fin jako Mauricio
- 2002: Cómplices al rescate jako Gerardo Ontiveros
- 2002-2003: ¡Vivan los niños! jako Fabian
- 2003: Biały welon (Velo de novia) jako Lic. Efrian Vega
- 2003: Niña amada mía jako Danilo Duarte
- 2004: Corazones al límite
- 2004: Misión S.O.S. jako Leonardo
- 2006-2007: La fea más bella jako Ariel Villarroel
- 2010: Llena de amor jako Luis Felipe Ruiz y de Teresa
- 2013: Dzikie serce (Corazón indomable) jako dr Danilo Palma
- 2015: Amores con trampa jako El Mismo
- 2015: Lo imperdonable jako Alfredo

### Seriale TV
- Bailando por un sueño (2014)
- Se Vale (prezenter)
- Vida TV (prezenter)

## Dyskografia
- Mestizo
- Moliendo Café / tequila
- El Ruletero